# Paratikhinellidae
Paratikhinellidae es una familia de foraminíferos bentónicos de la superfamilia Moravamminoidea, del suborden Fusulinina y del orden Fusulinida. Su rango cronoestratigráfico abarca desde el Givetiense (Devónico medio) hasta el Avoniense (Carbonífero inferior).

## Clasificación
Paratikhinellidae incluye a las siguientes subfamilias y géneros:
- Subfamilia Paratikhinellinae
  - Paratikhinella †
  - Saccamminopsis †
  - Vasicekia †

Otra subfamilia considerada en Paratikhinellidae es:
- Subfamilia Juferevellinae
  - Juferevella †

Otros géneros considerados en Paratikhinellidae son:
- Carteria †, aceptado como Saccamminopsis
- Earlandinella †, aceptado como Paratikhinella